# Arons Galanterniks
Arons Galanterniks (auch Aron Abramovitch Galanternik, * 29. Apriljul. / 12. Mai 1921greg. in Riga; † 2. September 1942 bei Staraja Russa) war ein lettischer Fußballspieler.

## Karriere und Leben
Arons Galanterniks wurde im Jahr 1921 in Riga in die Familie von Arons und Neha Galanterniks geboren. Er war Mitglied der zionistischen Jugendorganisation von Betar.
Galanterniks begann seine Fußballkarriere in den Jugendmannschaften von Hakoah Riga. Im Jahr 1937 wechselte der Stürmer zu Trumpeldors, der nach dem Zionisten Joseph Trumpeldor benannt war. In der Saison 1939/40 war er für Hakoah im Herrenbereich aktiv. In der Virslīga war er Stammspieler. Nach dem Einmarsch der Roten Armee in Lettland während des Zweiten Weltkriegs war Galanterniks mindestens im Jahr 1941 für Zvaigzne aktiv.
Galanterniks nahm als Soldat in den Reihen der Roten Armee am Deutsch-Sowjetischen Krieg teil und wurde als Maschinengewehrschütze eingesetzt. Er fiel 1942 bei Staraja Russa im Alter von 21 Jahren.

## Weblink
- Lebenslauf bei kazhe.lv (lettisch)